# Captain Bill Fairbairn
William Alan Thomas ‘Bill’ Fairbairn beter bekend als Captain Bill Fairbairn (Paraguay, 13 juli 1908 - Bournemouth, Hampshire, 26 februari 1992) was de verbindingsofficier voor de geallieerde legers bij de Belgische brigade, die bij Cabourg ontscheepte. In Aalst was hij de eerste geallieerde officier die bij de bevrijding officieel in contact is gekomen met het stadsbestuur, hierdoor werd hij ereburger van de stad Aalst. Hij was kapitein van het Hampshire regiment bij het 5de bataljon.

## Levensloop
William Alan Thomas Fairbairn, geboren op 13 juli 1908 in Paraguay, zoon van William Fairbairn en Mary Louisa Henrietta Swindell. Hij studeerde kunstgeschiedenis aan de universiteit van Cambridge (Trinity College) en was daar ook lid van de ‘Trinity Boat Club’ met wie hij in 1929 de ‘Henley Royal Regatta’ won. Op 18 mei 1942 voegde hij zich toe bij ‘de Brigade Piron/1e Infanteriebrigade’ van het Belgisch leger in Groot-Brittannië en was sindsdien bij de Belgen gedetacheerd. Hij trouwde op 4 juli 1944 met Marian Ruth Wyllie, gezamenlijk kregen ze 2 kinderen Stephen Alan (2 december 1947) en Susan Mary Fairbairn (14 april 1953). Hij overleed op 26 februari 1992 op 83-jarige leeftijd in Bournemouth, Hampshire in het Verenigd Koninkrijk.
Sir William Fairbairn, 1st Baronet of Ardwick is zijn overgrootvader.

## Ereburgerschap te Aalst
In het jaar 1944, tijdens de Duitse bezetting van België: Op 3 september 1944, rond 23.15 uur, werd Aalst bevrijd, Fairbairn was de eerste geallieerde officier die bij de bevrijding officieel in contact is gekomen met het stadsbestuur. Na de oorlog op de gemeenteraad van 17 april 1945 werd hem het ereburgerschap van Aalst verleend.

## Eerbetoon
- In 2004 werd er een gedenkplaat onthuld voor Captain Bill Fairbairn.
- In oktober 2013 werd er een gedenkplaat onthuld voor alle ereburgers van Aalst, hier staat hij echter niet op beschreven omwille dat hij niet stierf te Aalst.

## Titels
- Ereburger te Aalst
- Titel majoor bij the Royal Hampshire Regiment and 9th Battalion, mobile Defence Corps. (1945)[4]
- Hij was een senior master bij Stonar School, Atworth, Wiltshire, Engeland.[4]
- Hij kreeg de award the Territorial Decoration (T.D.) in 1951.[4]
- Titel kapitein van het Hampshire regiment bij het 5de bataljon.